# Đorđe Ilić
Đorđe Ilić (* 23. September 1994) ist ein serbischer Volleyballspieler.

## Karriere
Ilić begann seine Karriere bei OK Vranje. Von 2011 bis 2015 spielte der Mittelblocker bei MOK Đerdap Kladovo und anschließend zwei Jahre bei OK Ribnica Kraljevo. 2017 wechselte er zum slowenischen Verein OK Salonit Anhovo. In der Saison 2018/19 war er wieder in der serbischen Liga bei OK Spartak Subotica aktiv und wurde Dritter. 2019 wurde er in den Kader der serbischen Nationalmannschaft für die Nations League berufen, kam dann aber nicht zum Einsatz.
Danach wechselte er zum deutschen Bundesligisten WWK Volleys Herrsching. Im DVV-Pokal 2019/20 stand Herrsching im Viertelfinale und in der abgebrochenen Bundesliga-Saison auf dem fünften Tabellenplatz. 2020/21 kam der Verein erneut ins Pokal-Halbfinale, schied aber im Playoff-Viertelfinale aus. In der Saison 2021/22 gab es den erneuten Einzug ins Pokal-Halbfinale und das Aus im Playoff-Viertelfinale. 2022/23 erreichte der Verein jeweils das Viertelfinale im Pokal und in den Playoffs. Im DVV-Pokal 2023/24 kam Herrsching ins Finale, aber in der Bundesliga endete die Saison erneut im Viertelfinale. Auch 2024/25 spielt Ilić für Herrsching.